# دريجان ماتيتش
دريجان ماتيتش (بالسلوفينية: Darijan Matič)‏ هو لاعب كرة قدم سلوفيني في مركز الوسط، ولد في 28 مايو 1983 في ليوبليانا في سلوفينيا. شارك مع منتخب سلوفينيا تحت 21 سنة لكرة القدم ومنتخب سلوفينيا لكرة القدم. أما مع النوادي، فقد لعب مع اتحاد أبناء سخنين ورابيد بوخارست وسبارتاك نالتشيك وشينيك ياروسلافل ونادي أولمبيا ليوبليانا ونادي دومجاله ونادي كوبر.

## وصلات خارجية
- دريجان ماتيتش على موقع اتحاد أوكرانيا (الإنجليزية)
- دريجان ماتيتش على موقع قاعدة بيانات كرة القدم.إي يو (الإنجليزية)
- دريجان ماتيتش على موقع ناشيونال فوتبول تيمز (الإنجليزية)
- دريجان ماتيتش على موقع Soccerway.com (الإنجليزية)